# Tommy Thayer
Tommy Thayer (* 7. listopadu, 1960 v Portlandu, stát Oregon) je americký hudebník. Nejlépe známý jako sólový kytarista rockové skupiny Kiss.
Thayer byl fanouškem kapel jako Alice Cooper, Kiss, Rory Gallagher a Deep Purple, kteří ho inspirovali k tomu, aby vzal na začátku sedmdesátých let do rukou kytaru. Na vysoké škole potkal bubeníka Jaime St. Jamese. Poté, co vystřídali několik kapel, založili společně skupinu Movie Star, která se koncem roku 1981 přetvořila na Black 'N Blue. Tehdy St. James vyměnil paličky za mikrofon a stal se zpěvákem Black N' Blue. Sestavu doplnili „Woop“ Warner na kytaru, Patrick Young na baskytaru, Pete Holmes na bicí, a Thayer na sólovou kytaru.
Poté, co se v roce 1989 kapela Black n' Blue rozpadla, Thayer a St. James se znovu spojili v revivalu Kiss s názvem Cold Gin, kde Thayer hrál Ace Frehleyho a St. James Petera Crisse. Tento počin nezůstal utajen samotným Kiss a kapela byla pozvána, aby zahrála Paulu Stanleymu na oslavě narozenin. Gene Simmons, spoluzakladatel a baskytarista KISS, vzápětí nabídl Thayerovi místo svého asistenta a Tommy se této příležitosti chopil. Thayer dělal pro Simmonse prakticky všechno; někdy vařil kávu, někdy projížděl Státy a hledal vhodné hotely pro turné KISS CONVENTION.
Když Ace Frehley opustil Kiss, Thayer byl jasnou volbou. Už předtím pomáhal Acovi, aby se znovu naučil svoje sóla pro Reunion Tour. Kiss, kteří si chtěli udržet vzhled původní sestavy, rozhodli, že Thayer bude používat Frehleyho masku. První koncert s Kiss hrál Tommy v březnu 2002 na soukromé oslavě na Jamajce. O měsíc později se jako Spaceman objevil na padesátém výročí show Dicka Clarka American Bandstand. Od té doby Thayer s Kiss odehrál Kiss Symphony koncert v Melbourne (Austrálie), mini turné po Japonsku, turné s Aerosmith, světové turné Rock The Nation World Tour a několik dalších jednotlivých koncertů.
Tommy je také angažován v produkci několika video a CD produktů vztahujících se ke Kiss, např. DVD Kiss Symphony: Alive IV, DVD „The Second Coming“ a úvodní znělce u filmu „Detroit Rock City“.
V roce 2005 byl Thayer zvolen to správní rady Pacifické Univerzity ve Forest Grove (Oregon).
Bylo oznámeno, že Black 'n Blue odehrají jeden vzpomínkový koncert 8. prosince 2007 Jednalo se o benefiční koncert pro technika kapely, Kennyho Nordona, aby mohl zaplatit léčbu rakoviny.
16. března 2008 Tommy poprvé zpíval klasiku Ace Frehleyho – „Shock Me“. Stalo se tak v Melbourne na prvním koncertu ze světového turné KISS Alive/35 World Tour, v rámci kterého se Kiss ukázali 6. června 2008 v pražské O2 Aréně.
Tommy nedávno představil svůj signature zesilovač Hughes and Kettner vycházející z klasické hlavy DuoTone Head.
Tommy používá podpisový model Epiphone Les Paul „Spaceman“ kytara byla oficiálně vydána 1. ledna 2013. V říjnu Epiphone oznámil první běh 1 000 kytar, které byly vyprodány.
1. ledna 2015 byl vydán druhý Tommyho podpisový model Epiphone Les Paul „White Lightning“. „Můj nový podpisový model White Lightning je vrcholem vzhledu, stylu a blesku,“ uvedl Thayer, „jsem hrdý na to, že mohu své jméno uvést na tuto skvělou kytaru, kterou si můžete vychutnat doma nebo na největších světových pódiích.“ V prosinci 2016 společnost Epiphone oznámila vyprodání 1 500 kusů limitované edice kytary.
Na podzim 2017 Epiphone vydal třetí kytaru s podpisovým modelem Tommyho Thayera, „White Lightning“ Explorer.